# HiRISE

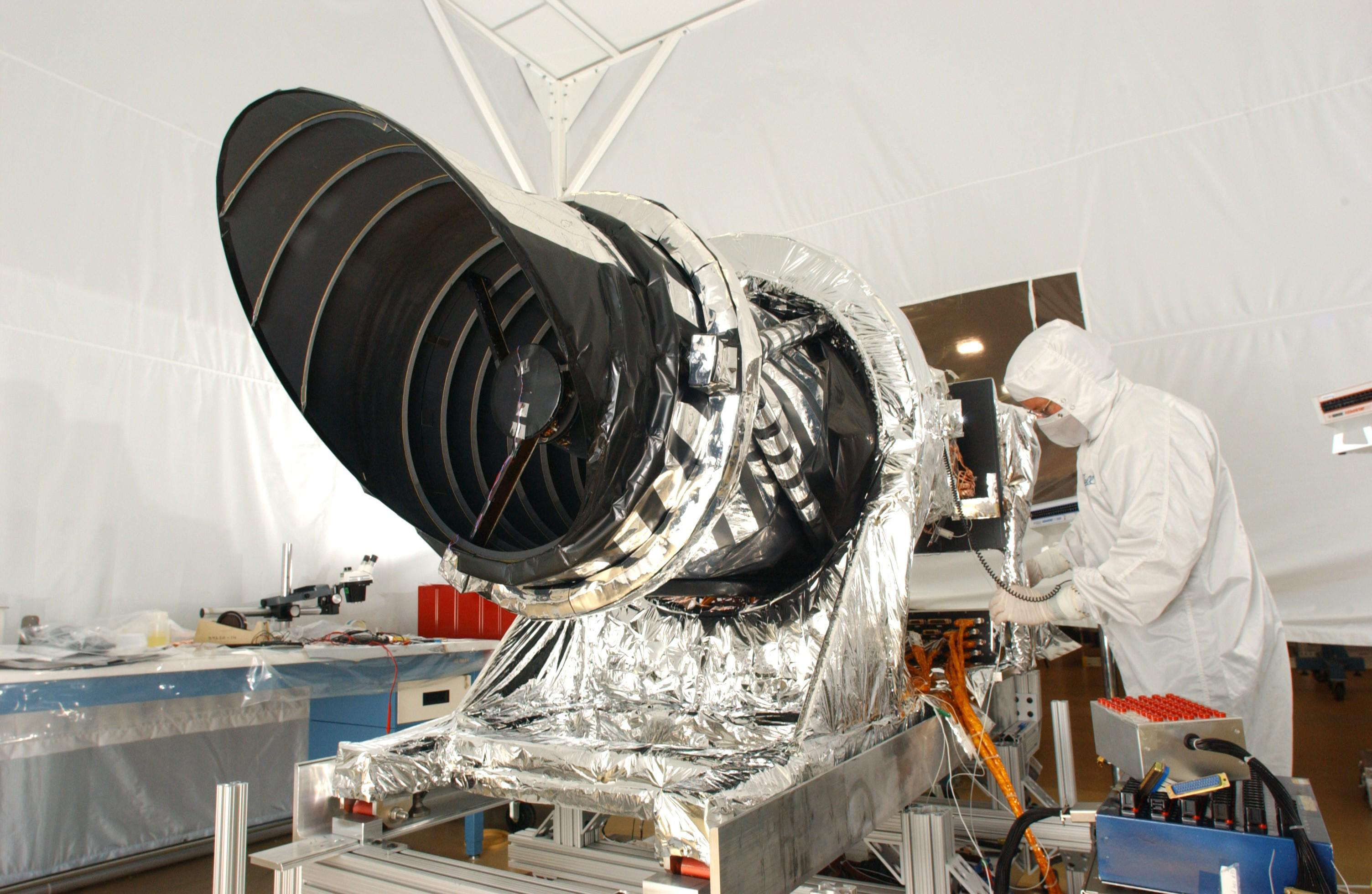
A HiRISE a Mars Reconnaissance Orbiterre szerelés előtt

A HiRISE (High Resolution Imaging Science Experiment, angolul Nagy Felbontású Képalkotó Tudományos Kísérlet) a Mars Reconnaissance Orbiter űrszonda nagy felbontású kamerája. A 65 kilogramm tömegű, 40 millió dolláros berendezést a Ball Aerospace építette és az Arizonai Egyetem Hold- és Bolygótudományi Intézete üzemelteti.
50 centiméter átmérőjű tükrös távcsöve az űrszondára szerelt legnagyobb kamera, mellyel a Mars körüli pályáról 30 centiméter felbontású képeket tud készíteni. Érzékelője három sávban, a 400-600 nanométeresben (B-G, Blue-Green, azaz kék-zöld), az 550-850 nanométeres vörösben és a 800-1000 nanométeres közeli infravörösben (NIR, Near Infrared) dolgozik. A felszínről készített felvételek kiolvasási sebessége megegyezik az űrszonda haladási sebességével, azaz az űrszonda felvétel készítésekor egy irányba nézve letapogatja a felszínt. A vörös sávban a képek szélessége 20048 pixel (6 kilométer szélesség a felszínen), a kék-zöldben és a közeli infravörösben 4048 pixel (1,2 kilométer). A készített képek hosszát csak az űrszonda 28 gigabites fedélzeti memóriája korlátozza, a gyakorlatban a 11,2 gigabit a legnagyobb használt méret. A képeket JPEG 2000 formátumban publikálják. Más űrszondák potenciális leszállóhelyeinek felmérésekor sztereoképpárokat készítenek, melyekből a felszínformák magassága 25 centiméteres pontossággal állapítható meg.